# 밀라노 공작부인 사보이아의 마리아
마리아 디 사보이아(Maria di Savoia, 1411년–1469년)는 아메데오 8세 디 사보이아 백작(후일의 대립교황 펠릭스 5세)과 마리 드 부르고뉴 사이에서 태어난 딸이다. 그녀는 1428년에 밀라노 공작 필리포 마리아 비스콘티와 혼인한다. 그들 사이에 자식은 없었다